# F-1 Hero MD
F1 Hero MD (F-1 ヒーローMD) é um jogo eletrônico de Fórmula Um endossado por Satoru Nakajima que foi lançado em 1992 para Mega Drive, Nintendo Entertainment System e Game Boy. As versões norte-americana e europeia do jogo de Mega Drive são conhecidas como Ferrari Grand Prix Challenge em patrocínio à marca Ferrari de veículos de corrida.

## Jogabilidade

### Mega Drive
A versão Mega Drive do jogo inclui um modo Grand Prix, um modo de prática livre e um modo contrarrelógio. Os nomes de equipe e jogador estão próximos do real sem violar as leis de direitos autorais. Um ou dois jogadores podem competir e o jogo tem um método de senha para salvar o jogo. Além das tradicionais pistas usadas na temporada de Fórmula 1 de 1991, o jogador também pode jogar em pistas de corrida bônus. Autopolis, Fuji Speedway, um curso de treinamento oval e um curso de rua traiçoeiro originalmente projetado pelos programadores do jogo usado na versão japonesa.
É um dos apenas três jogos Mega Drive que suporta o controle analógico AX-1E.
A versão norte-americana usa a antiga localização do Grande Prêmio de Long Beach, Mid-Ohio Sports Car Course, Oyster Bay (como o nome da pista fictícia) e o Indianapolis Motor Speedway como substitutos específicos dos americanos para as pistas consideradas "locais" para os japoneses. No entanto, os gráficos usados para os fundos são idênticos entre si em ambas as versões do jogo. Além disso, os nomes das equipes foram alterados para que a Scuderia Ferrari fosse explicitamente nomeada para corresponder ao título do jogo localizado, e os cursos refletiam a temporada de 1991 em vez da temporada de 1992 que a versão japonesa tinha.

### NES e Game Boy
Com o título Ferrari Grand Prix Challenge, também foi portado para o Game Boy e Nintendo Entertainment System. Foi desenvolvido pela System 3 e publicado pela Acclaim na América do Norte e Europa. A Coconuts Japan publicou o jogo no Japão com o título Ferrari (フェラーリ).
A versão para o Nintendo Entertainment System é uma versão simplificada que permite aos jogadores praticar até seis voltas ou se qualificar para todas as corridas de Fórmula 1 da temporada usando unidades métricas (quilômetros por hora em vez de milhas por hora). Foi um dos poucos jogos eletrônicos de Fórmula 1 de 8 bits a representar adequadamente o Circuito Gilles Villeneuve como tendo um fundo urbano, juntamente com várias outras pistas urbanas representadas na temporada de Fórmula 1 de 1990, exceto que o Circuito da Catalunha é apresentado nesta versão como a rodada na Espanha, embora Jerez tenha sediado o Grande Prêmio da Espanha de 1990. O desgaste dos pneus é possível, resultando em paradas na equipe de manutenção e reparos. Um rádio permite a comunicação com o chefe da equipe; ele irá aconselhar se os reparos são necessários. A velocidade máxima do veículo é de 335 quilômetros por hora e o turbo não é usado no jogo.
Antes da primeira sessão de qualificação, o jogador deve inserir seu nome e sua nacionalidade. O nome pode ter até 10 caracteres e o país deve caber em um campo de três caracteres. Como o jogo não verifica se o código de três letras corresponde a uma nacionalidade real, não importa se o jogador coloca uma nacionalidade para um país fictício.

## Recepção
A revista GameZone do Reino Unido deu uma nota de 60 para a versão de Mega Drive do jogo.